# Aérodrome de Chavenay - Villepreux
L'aérodrome de Chavenay ou aéroport de Chavenay - Villepreux est un aérodrome francilien situé dans le département des Yvelines, dans la plaine de Versailles, à 27 kilomètres à l'ouest de Paris.
Il occupe une superficie de 47 hectares, entièrement sur la commune de Chavenay. Il possède 2 pistes en herbe et n'est ouvert que pendant la période diurne. Depuis 1948, il est exploité par le Groupe ADP.

## Histoire
Le ministère de la Guerre aménage ce terrain en 1936 pour une utilisation strictement militaire et comme centre de formation, avec une section d'aviation populaire. L'aérodrome n'est ouvert à la circulation aérienne publique qu'après la Seconde Guerre mondiale, à partir du 6 février 1947. Il est destiné à l'aviation légère. Jusqu'en 1973, le trafic était d'ailleurs essentiellement composé de planeurs.
La section d'aviation populaire de Chavenay a  été créée en 1936 par un passionné, Paul Ducellier.

## Situation
| \| 20 km1:401 000 \| Beynes - Thiverval Chavenay - Villepreux Chelles Coulommiers Fontenay-Trésigny La Ferté-Alais Lognes-Émerainville Mantes - Chérence Meaux - Esbly Melun-Villaroche Moret - Épisy Nangis Les Loges Saint-Cyr-l'É. Les Mureaux Étampes Charles-de-Gaulle Le Bourget Orly Pontoise - Cormeilles-en-V. Paris-Saclay-Versailles Issy-les-M. Villacoublay |
| 20 km1:401 000 |

## L'activité aujourd'hui
Environ 100 aéronefs sont basés sur l'aérodrome, dont un peu plus de la moitié appartient à des propriétaires privés et le reste aux huit aéro-clubs et deux sociétés de travail aérien basés sur ce terrain.
Malgré la disparition du vol à voile, les activités restent nombreuses et diverses : formation aéronautique, rénovation d'avions anciens, construction amateur, voltige ou tout simplement vols de loisir.
Les avions les plus fréquemment rencontrés sont les Robin (DR400, DR221, DR250), Jodel (D112) Piper (PA28, PA19, J3), Cessna (C150, C172, C182) mais aussi Diamond Aircraft (DA20, DA40), Mudry (CAP10, CAP20), quelques ULM multiaxes, un certain nombre d'avions de construction amateur (Van's RV, Dyn'Aéro MCR 01, Piel, Nicollier Menestrel (en)...), des avions de collection (MS317, Stampe SV-4, Macareux...), des Yak, Soukhoï...
Un projet d'installation de 300 m2 de panneaux photovoltaïques sur un terrain viabilisé de l'aérodrome est en cours. Ce projet, qui a obtenu une subvention du conseil régional d'Île-de-France lors de la 4e édition du budget participatif permettra à la fois de recharger des avions d'entrainements électriques mais aussi de proposer des solutions de recharges aux riverains.

### Aéroclubs
L'aérodrome héberge les aéroclubs suivants :
- Aéroclub Dassault Île-de-France ;
- Aéroclub Gaston-Caudron ;
- Aéroclub Jean-Bertin ;
- Aéroclub Renault ;
- Aviation et Relations Culturelles ;
- Centre d'entraînement à la voltige aérienne (CEVA) ;
- Cercle aérien Peugeot ;
- Cercle aéronautique du ministère de l'Intérieur (CAMI) ;
- Groupe d'étude pour l'aviation sportive (GEPAS)
- Septième Ciel.

Illustrations
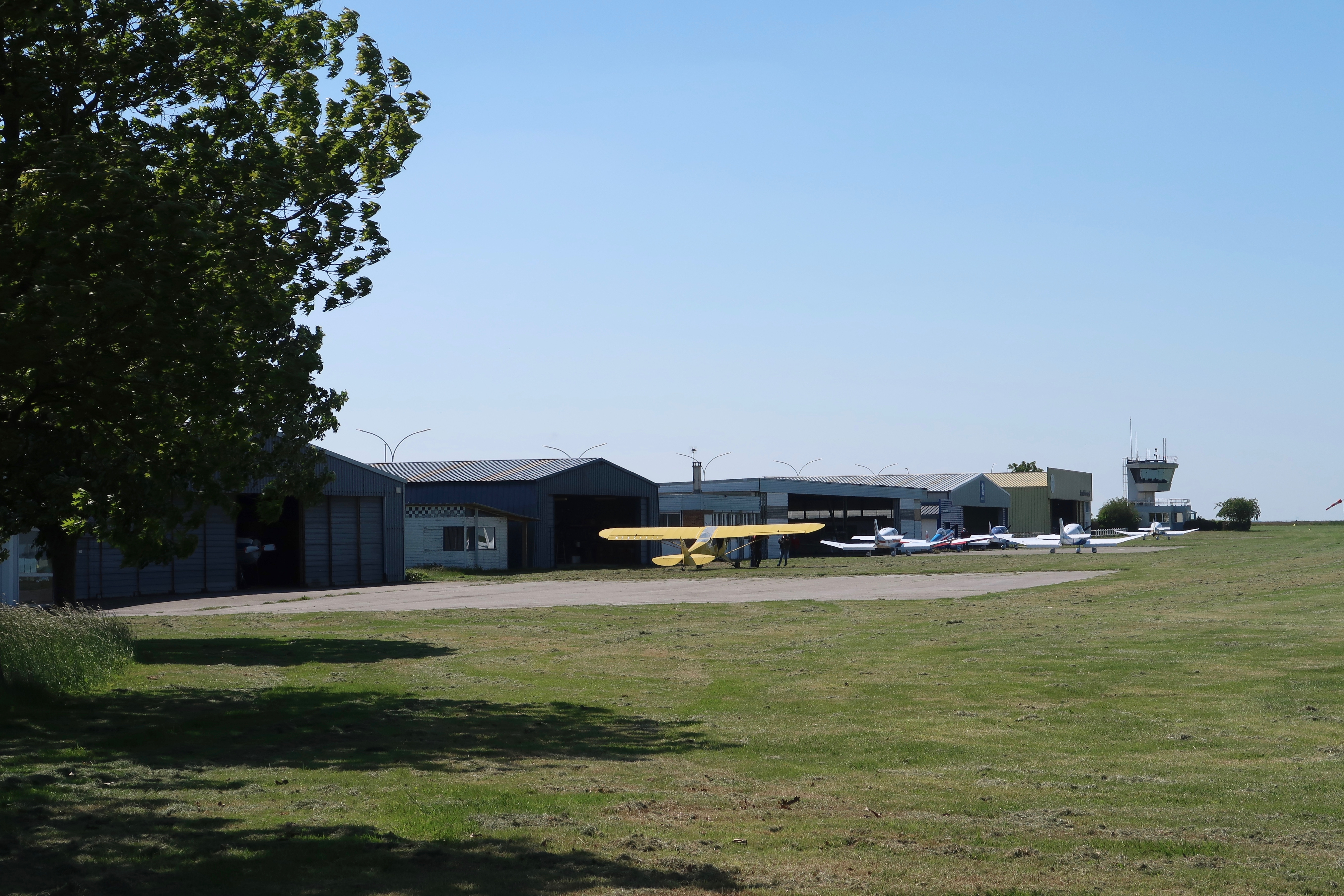
Vue depuis la route des Clayes.
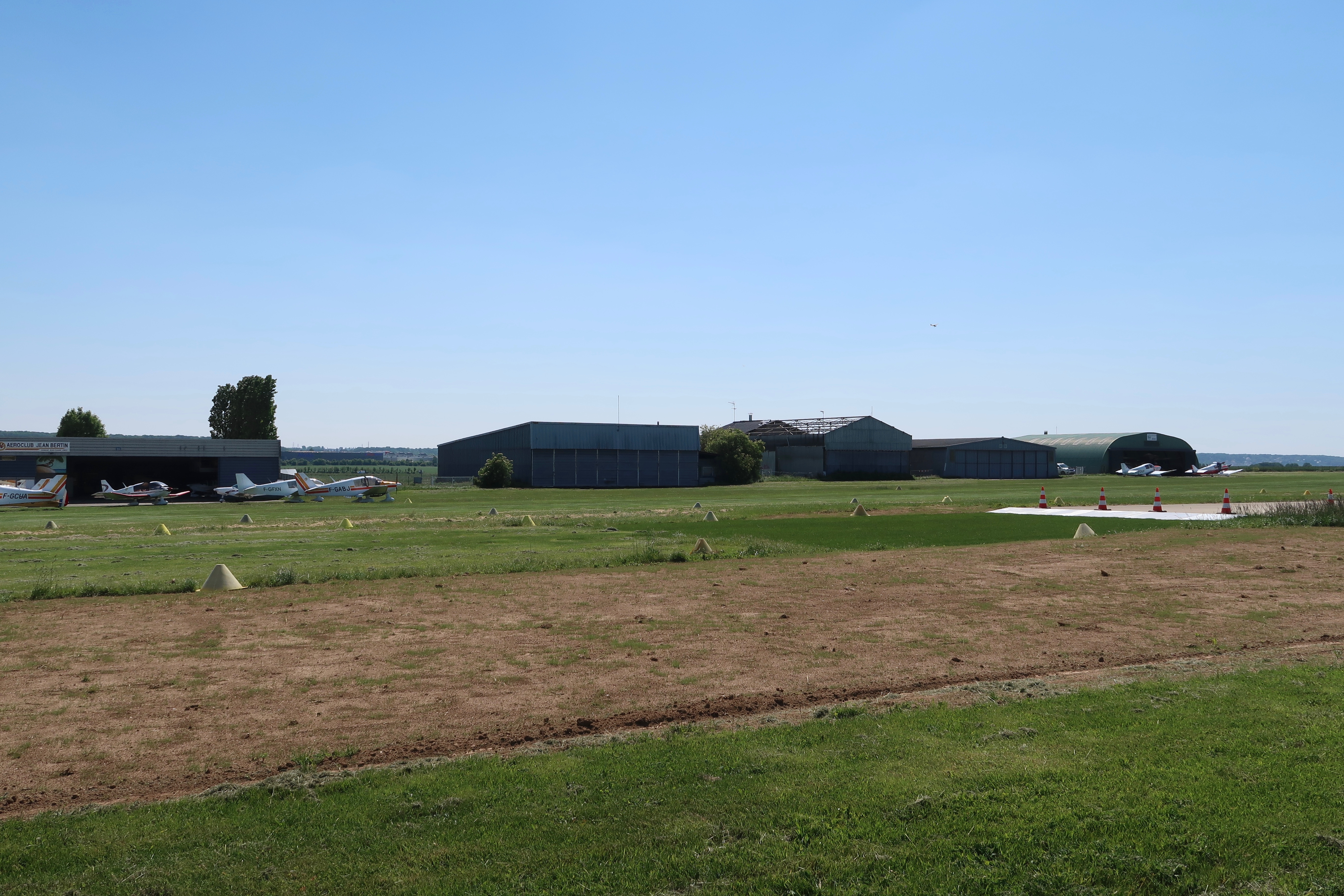
L'une des voies de circulation.
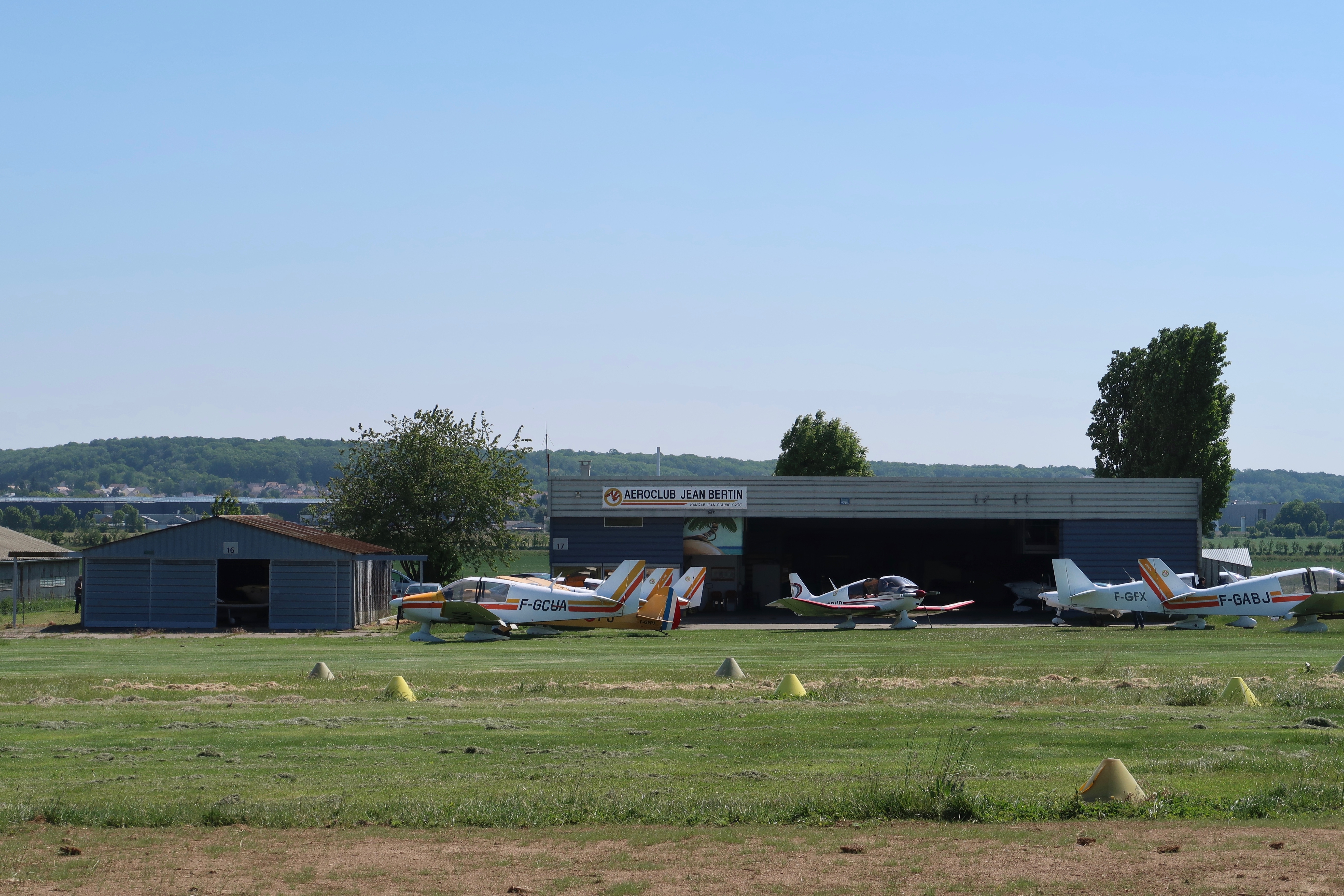
Un aéroclub.
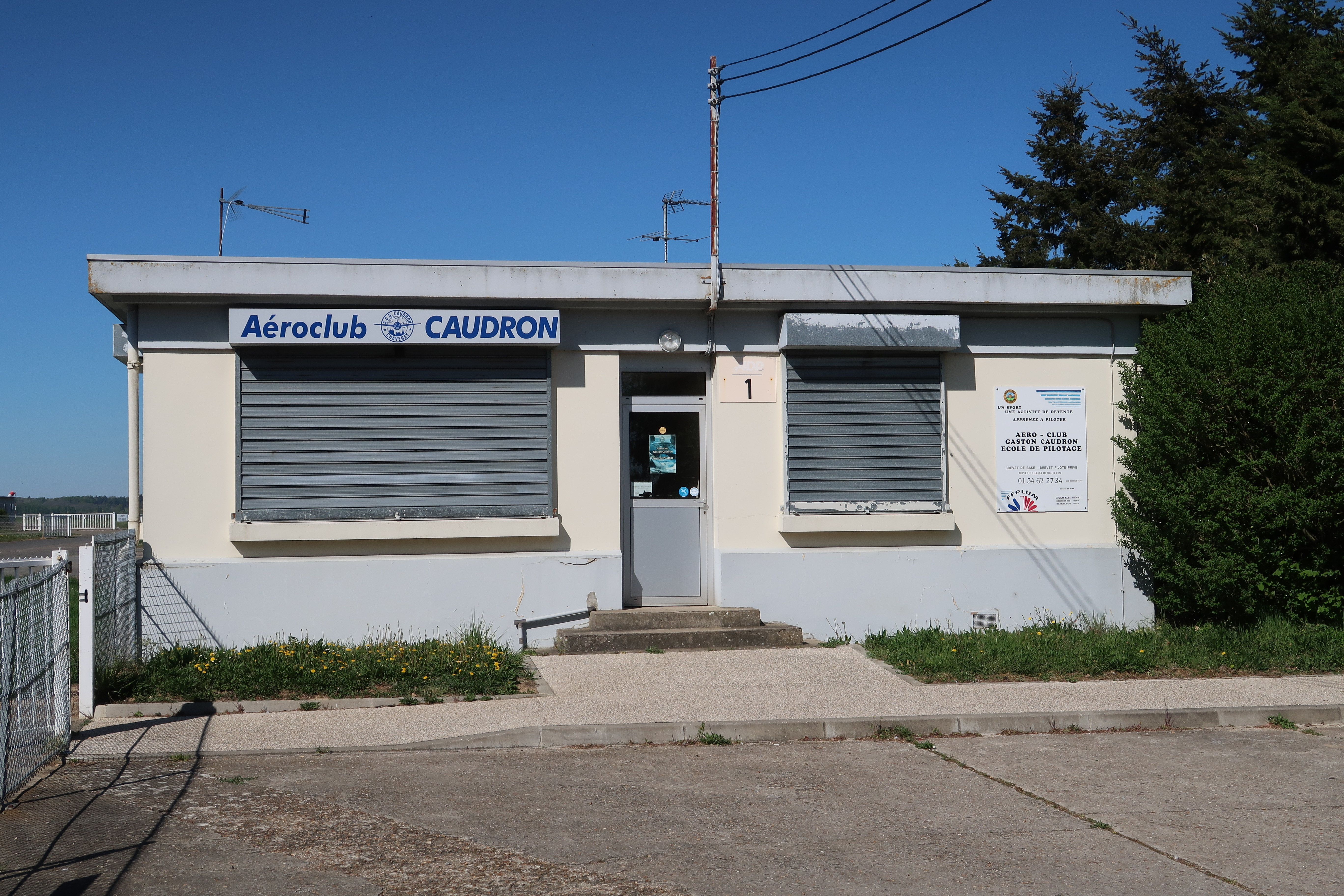
Un aéroclub.
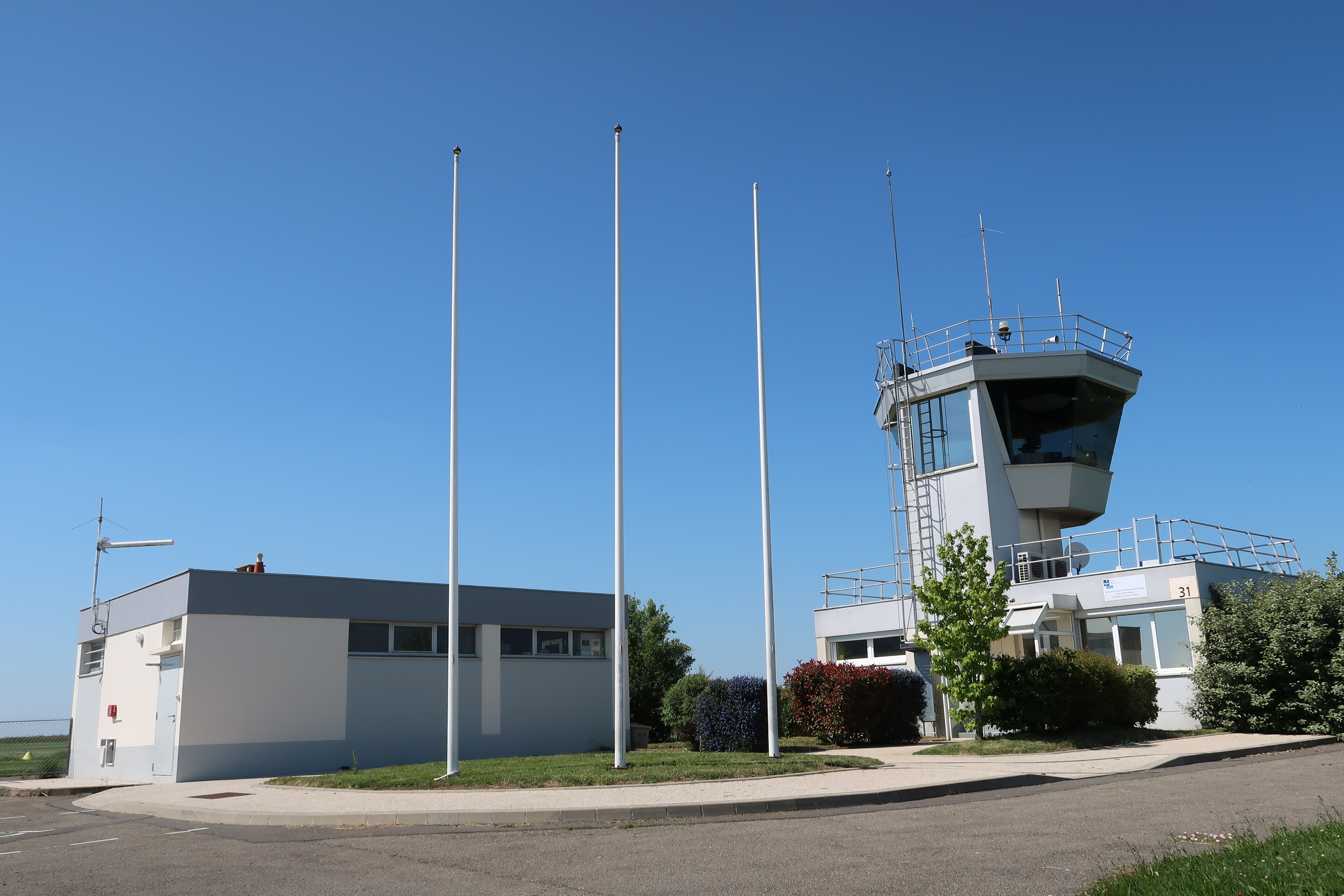
Tour de contrôle.